# صورت عالم

## صورت جسمیه و صورت نوعیه
اختلاف آثاری که در اجسام گوناگون جهان دیده می‌شود، ایجاب می‌کند که به حسب اختلاف آثار جسمانی، تقسیم دیگری در صورت انجام‌گرفته و در نتیجه، جسم مطلق با توجه به صورت‌های تازهٔ جوهری که پیدا می‌کند، به اقسام مختلفی تقسیم شود. در حقیقت با ترکیب هیولی و صورت جسمیه، جسم پیدا می‌شود و این نقطهٔ شروع ترکیب‌های بعدی است. هر ترکیب جدیدی، خواص تازه‌ای ایجاد می‌کند تا جایی که ترکیبات خاتمه می‌یابند. هر ترکیب تازه، دارای خواص تازه بوده و یک «صورت نوعیه» مخصوص به خود را دارد و همچنین مجموع چندین نوع که نوع تازه‌ای به وجود می‌آورند، «ماده» برای صورت نوعیه جدید هستند. و در نهایت مجموع صورت و ماده یک نوع جدید هستند با توجه به آنچه گفته شد، می‌توان صورت را به دو نوع صورت جسمیه و صورت نوعیه تقسیم کرد.

## دیدگاه علامه طباطبایی
حقیقت جسم:
مصداق جسم، اجزای ریز و کوچکی هستند که از کنار هم قرار دادن آن‌ها، امتداد جوهری جسم به وجود می‌آید. البته آن اجزای ریز یک ویژگی ظریف دارند که عبارت است از تقسیم‌پذیری تا بی‌نهایت؛ یعنی آن اج.........023.22 اگرچه بسیار کوچک‌اند، اما هر یک از آن‌ها تا بی‌نهایت قابل تقسیم هستند. چنان‌که در مباحث حرکت و قوه فعل بیان شده‌ است، هدف امکان تقسیم (یعنی تقسیم بالقوه) است، نه تقسیم بالفعل. چون با تقسیم بالفعل، جسم نیز از بین می‌رود. نکته دیگر این است که آن اجزای کوچک و صغار، وقتی کنار هم گذاشته می‌شوند صورت‌های نوعیه اجسام را به وجود می‌آورند. به عبارتی، مصداق جسم، همان ذراتِ ریز هستند و از اجتماع آن‌ها صورت‌های نوعیه اجسام تشکیل می‌شوند.

## دیگر حکمای اسلامی
در نظر حکمای اسلامی، حقیقت هر یک از اجسام در صورت جسمیه و صورت نوعیهٔ آن تعین پیدا می‌کند ولی صورت جسمیه، پیوسته در یک سلسله مشخصات که کمیت و کیفیت از مهم‌ترین آن‌هاست، پدیدار می‌شود.

## صورت عالم
در تو زیرا سخن مؤثر نیست - که ترا زان جهان مبشر نیست
در جهان خدا برای از خاک - چه کنی کلبه که آن کاواک
چون کتابی است صورت عالم - کاندرویست بند و پند بهم
صورتش بر تن لئیمان بند - صفتش در دل حکیمان پند
صورتش خامش و سخن در وی - تن او نو و جان کهن در وی
انسان، به صورت؛ عالم کوچک و به معنی؛ عالم بزرگ است:
پس به صورت عالم اصغر تویی - پس به معنی عالم اکبر تویی
مجموع عالم صورت عقل کل است، جهان، کالبد عقل کل است:
کل عالم صورت عقل کل است - کاوست بابای هر آنک اهل قل است
در گذر از عالم محاط، عالم دیگری است که بر این عالم احاطه دارد؛ نه تنها بر محیطش بلکه همانند کره‌های متداخل بر درونش هم احاطه دارد. این صورت عالم محیط، تقدم و تأخرهای داخل عالم محاط را ندارد. حتماً شنیده‌اید که بعضی از اولیای خدا حوادث گذشته و بعضاً آینده را نه تنها می‌دانستند، بلکه می‌دیدند. تفسیر این نکته این است که روح انسان موجودی فراتر از این قالب مادی است و خداوند قدرتی به آن داده که می‌تواند از عالم ماده فراتر برود. در گذر از عالم محاط، عالم دیگری است که بر این عالم احاطه دارد؛ نه تنها بر محیطش بلکه همانند کره‌های متداخل بر درونش هم احاطه دارد. این صورت عالم محیط، تقدم و تأخرهای داخل عالم محاط را ندارد. حتماً شنیده‌اید که بعضی از اولیای خدا حوادث گذشته و بعضاً آینده را نه تنها می‌دانستند، بلکه می‌دیدند. تفسیر این نکته این است که روح انسان موجودی فراتر از این قالب مادی است و خداوند قدرتی به آن داده که می‌تواند از عالم ماده فراتر برود.
نگاه کردن به صورت عالم، عبادت است (النَّظَرُ الی وَجْهِ الْعالِمِ عِبادَةٌ) و گام برداشتن در راه طلب علم، گام به سوی بهشت.